# جيم كوري (لاعب كرة سلة)
جيم كوري (15 ديسمبر 1916 في الولايات المتحدة - 16 نوفمبر 1987 في الولايات المتحدة) (بالإنجليزية: Jim Currie)‏ هو لاعب كرة سلة أمريكي في مركز مدافع مسدد الهدف.

## وصلات خارجية
- جيم كوري على موقع سبورتس رفرنس (الإنجليزية)